# Зігфрід Койчка
Зігфрід Койчка (нім. Siegfried Koitschka; 6 серпня 1918, Бауцен — 17 травня 2002, Лора) — німецький офіцер-підводник, капітан-лейтенант крігсмаріне. Кавалер Лицарського хреста Залізного хреста.

## Біографія
21 вересня 1937 року вступив на флот. Служив на важкому крейсері «Адмірал Гіппер». В червні 1940 року переведений в підводний флот. З грудня 1940 по грудень 1941 року — 2-й вахтовий офіцер на підводному човні U-552, яким командував Еріх Топп. Здійснив на ньому 6 походів. З 16 січня по 7 жовтня 1942 року — командир навчального U-7, з 8 жовтня 1944 року — U-616 (Тип VII–C), на якому здійснив 9 походів (провівши в морі загалом 204 дні). Здійснив 1 похід у Північну Атлантику, в травні 1943 року пройшов через Гібралтар у Середземне море. 17 травня 1944 року човен Койчка був потоплений у Середземному морі північно-західніше Тенеса (36°46′ пн. ш. 00°52′ сх. д.) глибинними бомбами американських есмінців «Нілдс», «Глівз», «Еллісон», «Макомб», «Гамблтон», «Родмен», «Еммонс», «Гілларі Джонс» та британського бомбардувальника «Веллінгтон». Всі 53 члени екіпажу були врятовані і взяті в полон. В червні 1946 року звільнений.
Всього за час бойових дій потопив 2 кораблі загальною водотоннажністю 2181 тонну і пошкодив 2 кораблі водотоннажністю 17 754 тонни.
| Дата           | Назва корабля             | Тип               | Тоннаж | Вантаж | Екіпаж | Загинули | Країна             | Конвой |
| -------------- | ------------------------- | ----------------- | ------ | ------ | ------ | -------- | ------------------ | ------ |
| 9 жовтня 1943  | USS Buck (DD-420)         | Есмінець          | 1,570  |        | 262    | 168      | США                |        |
| 11 жовтня 1943 | HMS LCT-553               | Десантний катер   | 611    |        | ?      | ?        | Британська імперія |        |
| 14 травня1944  | Fort Fidler (пошкоджений) | Торговий пароплав | 7,127  | Баласт | 61     | 0        | Британська імперія | GUS-39 |
| 14 травня1944  | G.S. Walden (пошкоджений) | Тепловий танкер   | 10,627 |        | 55     | 0        | Британська імперія | GUS-39 |

## Звання
- Кандидат в офіцери (3 квітня 1937)
- Морський кадет (21 вересня 1937)
- Фенріх-цур-зее (1 травня 1938)
- Оберфенріх-цур-зее (1 липня 1939)
- Лейтенант-цур-зее (1 серпня 1939)
- Оберлейтенант-цур-зее (1 вересня 1941)
- Капітан-лейтенант (1 червня 1944)

## Нагороди
- Нагрудний знак підводника (8 травня 1941)
- Залізний хрест
  - 2-го класу (8 травня 1941)
  - 1-го класу (7 жовтня 1941)
- Німецький хрест в золоті (19 листопада 1943)
- Лицарський хрест Залізного хреста (27 січня 1944)